# 加里寧斯克
51°29′52″N 44°28′14″E / 51.4978°N 44.4706°E
加里寧斯克（羅馬化：Kalininsk）是俄羅斯薩拉托夫州的一個城市，位於薩拉托夫以西121公里。2002年人口18,855人。
1962年建市，並以布爾什維克領導人加里寧為名。